# NGC 1425
NGC 1425 este o hi (21cm) source⁠(d) situată în constelația Cuptorul. A fost descoperită în 9 octombrie 1790 de către William Herschel. Se află la o distanță de 21,78 de megaparseci de Pământ.